# Mais Forte que o Ódio
Mais Forte que o Ódio é uma telenovela brasileira produzida pela extinta TV Excelsior e exibida no horário das 21h30, de abril a junho de 1970. Foi escrita por Marcos Rey e Palma Bevilacqua e dirigida por Gonzaga Blota e Henrique Martins.
Foi a última novela produzida pela emissora.

## Sinopse
A história da decadência de uma família tradicional e aristocrática.

## Elenco
- Cleyde Yáconis - Clô
- Armando Bógus - Victor
- Arlete Montenegro - Roberta
- Íris Bruzzi - Duda
- Rodolfo Mayer - César
- Edmundo Lopes - Evandro
- Sebastião Campos - Henrique
- João José Pompeo - J. Mariano
- Maria Aparecida Baxter - Magnólia
- Jovelthy Archângelo - Cláudio
- Sílvio Rocha - Rúbens
- Geny Prado - Ismênia
- Fernando Baleroni - Januário
- Geraldo Louzano - Otávio
- Cleyde Blota - Bubby
- Sadi Cabral - Durval
- Rita Cléos - Lygia
- Thereza Campos - Jurema
- Silvana Lopes - Mabel
- Elaine Cristina - Denise
- Maria Aparecida Alves - Helena
- Gledy Marisa - Cláudia
- Castro Gonzaga - Marcondes
- Bubby - Mitsuko
- Jorge Pires - Dórian
- Rodney Gomes - Gente Fina